# مجموعة الطاقة النووية
مجموعة الطاقة النووية (بالإنجليزية: The Nuclear Power Group)، هي شركة تم تأسيسها عام 1960 كشراكة بين شركة محطة الطاقة النووية المحدودة وشركة الصناعات الكهربائية المرتبطة-جون طومسون المحدودة.
ساعدت في إستكمال محطات الطاقة النووية محطة بيركلي للطاقة النووية ومحطة برادويل للطاقة النووية ومحطة لاتينا.من تصميم وتطوير وبيع المفاعلات النووية بجميع أنواعها، بناء محطات طاقة نووية كاملة في الداخل والخارج، بناء وحدات نووية لدفع السفن، توريد المكونات والمواد، البحث والتطوير في المسائل المتعلقة بالطاقة النووية.